# Egils Levits
Egils Levits (ur. 30 czerwca 1955 w Rydze) – łotewski prawnik, polityk i dyplomata, w latach 1993–1994 wicepremier i minister sprawiedliwości, sędzia Europejskiego Trybunału Praw Człowieka (1995–2004) oraz Trybunału Sprawiedliwości (2004–2019), od 2019 do 2023 prezydent Łotwy.

## Życiorys
Ukończył prawo (1982) i nauki polityczne (1986) na Uniwersytecie Hamburskim. W latach 1982–1986 był pracownikiem naukowym na Uniwersytecie Chrystiana Albrechta w Kilonii. Później do 1991 pracował jako doradca prawny w administracji publicznej oraz w instytucie naukowym w Getyndze. Wśród jego uczniów był m.in. późniejszy premier Łotwy Arturs Krišjānis Kariņš.
W okresie przemian politycznych wziął udział w opracowaniu łotewskiej deklaracji niepodległości z 4 maja 1990. W latach 1991–1992 był doradcą łotewskiego parlamentu w zakresie prawa międzynarodowego i konstytucyjnego. Dwukrotnie sprawował urząd ambasadora – w latach 1992–1993 w Niemczech i w Szwajcarii, w latach 1994–1995 w Austrii, w Szwajcarii i na Węgrzech. Między tymi okresami pełnił funkcję wicepremiera i ministra sprawiedliwości, był w tym czasie związany z ugrupowaniem Łotewska Droga.
Od 1995 do 2004 był sędzią Europejskiego Trybunału Praw Człowieka. Od 1997 członek Trybunału Koncyliacji i Arbitrażu w ramach OBWE, a od 2001 członek Stałego Trybunału Arbitrażowego. W 2004 został pierwszym łotewskim sędzią w Trybunale Sprawiedliwości Unii Europejskiej.
W 2014 opracował tekst preambuły do konstytucji łotewskiej. W czerwcu 2015 bez powodzenia ubiegał się o wybór na stanowisko prezydenta kraju, jego kontrkandydatem był wtedy ówczesny minister obrony Raimonds Vējonis. W czwartej turze głosowania w parlamencie uzyskał 26 głosów, a jego kontrkandydat 46. W piątej turze drugi z nich został wybrany na urząd prezydenta.
Cztery lata później Sejm na urząd prezydenta wybrał Egilsa Levitsa, który uzyskał poparcie głównie posłów z ugrupowań współtworzących rząd Artursa Krišjānisa Kariņša. 8 lipca 2019 złożył w parlamencie przysięgę prezydencką, obejmując urząd. W kwietniu 2023 zadeklarował chęć ubiegania się o wybór na drugą kadencję. Poparcia udzieliły mu dwa ugrupowania Zjednoczenie Narodowe „Wszystko dla Łotwy!” – TB/LNNK oraz Nowa Jedność. 10 maja ogłosił jednak wycofanie swojej kandydatury. Stanowisko prezydenta zajmował do 8 lipca 2023, kiedy to zaprzysiężony został jego następca Edgars Rinkēvičs.

## Odznaczenia i wyróżnienia
- Komandor Krzyża Wielkiego z Łańcuchem Orderu Trzech Gwiazd (Łotwa, 2019)[14]
- Oficer Orderu Trzech Gwiazd (Łotwa, 2000)[15]
- Komandor Krzyża Wielkiego Orderu Westharda (Łotwa, 2019)[14]
- Krzyż Uznania I klasy (Łotwa, 2005)[15]
- Order Księcia Jarosława Mądrego I klasy (Ukraina, 2021)[16]
- Łańcuch Orderu Gwiazdy Rumunii (Rumunia, 2022)[17]
- Order Orła Białego (Polska, 2023)[18][19]
- Wielki Łańcuch Orderu Infanta Henryka (Portugalia, 2023)[20]
- Tytuł doktora honoris causa Uniwersytetu Leuphana w Lüneburgu[21]